# Glossaire du tissage
Recueil des termes relatifs au tissage, à l'industrie textile et au textile.
- Haut – A
- B
- C
- D
- E
- F
- G
- H
- I
- J
- K
- L
- M
- N
- O
- P
- Q
- R
- S
- T
- U
- V
- W
- X
- Y
- Z

## A
Abacafibre, appelée Chanvre de Manille, provenant des tiges et feuilles de la Musa textilis.
Acétatefibre d’acétate de cellulose, dont entre 74 % et 92 % des groupes hydroxyliques est acétylate.
Acryliquefibre synthétique produite à partir d’acrylonitrile, monomère qui constitue au moins 85 % des unités répétitives dans la chaîne de polymérisation.
Agave sisalanaplante dont on retire une fibre textile, le sisal.
Aiguillevoir lice ou lisse.
Alcantaramatière synthétique qui imite la peau de daim.
Alfafibre provenant de la feuille de la Stipa tenacissima.
Alpagafil produit avec la laine du camélidé éponyme.
Angorafil produit avec le poil d’un lapin, très doux moelleux.
Apprêttraitement de finition des tissus textiles, servant à le rendre plus lisse, étanche ou résistant aux taches.
Armureest un vocable qui dans le textile a deux significations : la première désigne l’ensemble des opérations de montage du métier à tisser, la seconde désigne la manière de croiser le fil de trame et le fil de chaîne.
Aspe (ou asple)dévidoir qui sert à recueillir la soie des cocons.

## B
Baguette d'encroix ou d'envergureBarre perpendiculaire à la chaîne et glissée dans celle-ci pour maintenir l'alternance des fils pairs et impairs sur certains métiers.
Batavianom d’un tissu sergé très fin, tissé 2:2.
Batistetype de tissu de lin très fin, transparent et léger.
Beaverteentype de futaine, tissu lourd, satiné et gratté sur l’envers.
Biaisou oblique, signifie de travers, non dans le sens orthogonal du tissu.
Bobineest un support sur lequel est enroulé le fil; formée d’une âme cylindrique et de deux flancs latéraux.
Bouclétype de tissu où un des deux fils qui le compose forme des anneaux qui donne un effet frisé.
Bourettefilé obtenu à partir de déchets de soie (fil de schappe), tissage grossier et irrégulier.
Boutonnéfil qui forme des petits nœuds ou maintient des perles qui donne un effet boutonné.
Brocarttissu, apparenté au damas, qui s’obtient avec une trame supplémentaire qui intervient uniquement sur les zones à décorer, en soie, pesante, pour tapisserie.
Broderieart de décoration des tissus qui consiste à ajouter sur un tissu un motif plat ou en relief fait de fils avec une aiguille ou un crochet.
Byssustissu réalisé avec la soie produite par un mollusque.

## C
Cachemirefibre provenant de la laine longue et soyeuse de la chèvre hircus de la province du Cachemire.
Cadre ou lameencadrement des lisses ou aiguilles par où passent les fils de chaîne.
Calandragetraitement de finition avec passage entre des rouleaux chauffés qui écrasent le tissu lui donnant un aspect lustré comme le Chintz. Si les rouleaux présentent des reliefs, on obtient des dessins et des effets spéciaux comme des marbrures ou moiré, gaufrage.
Calicottoile de coton.
Canetage(mot dérivé de canette) action de transférer un fil de trame sur les canettes (à partir des bobines). Canettes qui iront dans les navettes.
Canettepetit cylindre de métal, bois ou carton, sur lequel sont enroulés le fil ou la soie dans la navette.
Canne d’enverjurele métier à tisser classique comporte 2 verges, ou "cannes d'enverjure", en bois dur (habituellement du poirier) permettant de conserver la croisure des fils de chaîne sur la longueur du métier. On parle d'« envergeage des fils de chaîne ».
Cantrepartie de l’ourdissoir ou bâti muni de broches destinées à recevoir les rochets, pour l’ourdissage des chaînes.
Cardageopération de peignage des fibres à filer.
Cardeaccessoire pour carder. Deux planchettes de bois hérissées de clous, le frottement l’une contre l’autre démêle et peigne les fibres.
Cartons (en)pièces de bois permettant de séparer des fils pour réaliser un tressage rudimentaire.
Casse-chaînedispositif qui provoque un arrêt immédiat d'un métier mécanique en cas de rupture d'un fil de chaîne.
Chanvrefibre textile tiré du Cannabis.
Chiffonselon les pays : étoffe très légère à voile transparent ou mauvaise étoffe.
Chiné(Vient du français « à la chinoise ») tissu de soie, de couleur bigarrée, caractérisé par des dessins aux contours flous obtenus par la coloration du fil de chaîne avant le tissage ou par impression après tissage.
Chinéfil teint en masse avec différentes couleurs pour obtenir l’effet chiné après tissage.
Chintztissu de coton robuste sur armure toile ou satin, caractérisé par des couleurs vives et un aspect lustré (percaline), obtenu par un fort calandrage.
Coirappelé aussi « bourre », fibre provenant de la noix de coco.
Colorant réactifcolorant pour fibre cellulosique. Prend le nom de réactif parce qu’il réagit avec le groupe oxhydrile de la cellulose.
Cotonfibre végétale qui entoure les graines des cotonniers, gossypium.
Coton hydrophileou laine de coton, est un type de coton commercialisé après avoir été cardé, traité chimiquement, blanchi et rendu absorbant.
Coton merceriséétoffe de coton (cellulose) traitée à la soude caustique afin d'améliorer les caractéristiques physico-chimiques des fibres.
Crêpenom générique de tissus, de matières et poids divers, caractérisé par un aspect granuleux et ondulé.
Crêpe de chinetissu obtenu par l’emploi de trames à torsion alternée, compacte et lourde.
Crêpe Georgettetissu extrêmement léger, fin, rigide, à armure toile.
Crêpe marocaintissu pesant, par l’usage du fil de trame plus gros que le fil de chaîne, ce qui crée des côtes horizontales ondulées.
Crêpe satintissu moelleux, rasé, lustré sur l’endroit et opaque sur le revers.
Crêpe de lainetissu de laine assez léger, avec une forte torsion du fil qui donne une surface granuleuse.
Cretonnetissu assez fort, constitué de fils de chanvre, lin ou coton sur une armure de toile et dont la texture est carrée.
Cuproou bemberg-cupro est une fibre textile artificielle. Il est obtenu par dissolution de la cellulose dans une liqueur cupro-ammoniacale.

## D
Damasest un brocart tramé d'or originaire de Damas (Syrie). Il se caractérise par le fait que les dessins de l'endroit se retrouvent en couleurs inversées sur l'envers.
Damassélinge sur lequel apparaissent des dessins par des procédés, de tissage. Cet art existe encore, mais avec des métiers Jacquard.
Denierunité de masse linéique pour les fibres textiles correspondant à une masse de 1 g pour une longueur de 9 000 m.
Denimtissu utilisé pour la confection des blue jeans.
Dentelletissu sans trame ni chaîne, généralement en fil de soie, lin, nylon ou fibres plus riches selon les cas, exécuté par les dentelliers(ères) à la main ou à la machine, à l'aide de points semblables ou non, formant un dessin, à bords dentelés ou non.
Dentelle au fuseaules fuseaux de la dentellière ne servent pas à filer mais elle bobine son fil sur les fuseaux qui lui permettent de faire sa dentelle.
Dévidagepremière opération avant le tissage qui consiste à faire des bobines de fils à partir des écheveaux.
Dyneemafibre synthétique résistante particulièrement adaptée à la production de câbles de traction. Utilisé dans des disciplines comme le kitesurf, la spéléologie, l’alpinisme et le parapente.

## E
Écheveauenroulement circulaire et en spirale du fil.
Écruest la couleur d'un textile qui n'a pas encore été blanchi. C'est un blanc tendant vers le gris et légèrement vers le jaune.
Élasthannefibre synthétique élastomère constituée par au moins 85 % de polyuréthane.
Ennoblissementconsiste à traiter une étoffe afin de donner certaines caractéristiques au produit fini. Il peut s'agir d'opérations mécaniques ou chimiques.
Ensouplesdeux parties du métier à tisser ; l’une porte le fil de chaîne, l’autre enroule le tissu fabriqué.
Épongetissu avec boucles de fil qui absorbe une grande quantité d’eau.
Étaminedésigne aussi une étoffe légère, mince et souple. Utilisée par exemple en cuisine comme filtre.
Étiquetage pour l'entretien des textilesensemble des indications utiles pour l’entretien du textile.
Étiquetage sur textileensembles des indications qui, de par la loi, doit apparaître sur chaque produit textile mis en commerce.

## F
Fausse fourrureimitation de fourrure naturelle, appelée à tort « fourrure synthétique » et composée de fibre synthétique obtenue à partir du pétrole.
Feutreétoffe faite de poils d'animaux agglomérés ensemble par pression et ébouillantage.
Feutrinec’est un feutre, étoffe colorée, douce, résistante et légère.
Fibre textileensemble des produits fibreux qui, par leur structure, longueur, résistance et élasticité, ont la propriété de s’unir, par filage, en fil fin apte à être tissé.
Fibres naturelleslaine, soie, coton, lin, chanvre, jute, sisal, raphia.
Filageassemblage de plusieurs brins (fils), en entortillant ensemble 2, 3 ou 4 fils très fins, pour en formé qu’un seul plus gros.
Filatureétablissement industriel de filage du textile (coton, soie…).
Fil de chaîneou chaîne, ensemble de fils qui avec ceux de « trame » forment un tissu.
Fil textileproduit du filage, c'est-à-dire l'agglutination de fibres textiles pour former un ensemble long.
Fileur, fileuseouvrier qui fait du fil avec une matière textile ou qui travaille dans une filature.
Finitiontraitement d’après tissage pour améliorer les caractéristiques du tissu.
Flanelletissu duveteux et doux au toucher, à l'origine en laine cardée et maintenant en coton peigné.
Floconnéfil dont la section varie, de fine à grosse, formant de petites houppes comme des flocons, au tissage ou au tricotage.
Fouleou la foule ou pas, espace qui s’ouvre entre les fils de chaîne pour faire passer le fil de trame, sur un métier à tisser.
foulageopération de finition des tissus de laine, qui consiste à compacter le tissu pour le feutrer et le rendre imperméable.
Fouloirmachine ancienne utilisée principalement dans les manufactures lainières (Foulon (moulin)) et également dans l’industrie du papier.
Frange (textile)tissu d’où pendent des filets, servant à orner les meubles, les vêtements…
Fuseaubâton en bois, renflé à une extrémité ou en son centre, qui permet le filage de la laine, du lin, du chanvre ou du coton.
Futaine(de Fostat, faubourg du Caire) étoffe pelucheuse, de fil et de coton ou de coton et de soie croisée. Devint de fabrication courante, en Europe, au temps de croisades.

## G
Gabardinetissu de coton d'armure façonnée et très serrée, relativement imperméable à l'air et à l'eau.
Gareurmécanicien intervenant sur les métiers mécaniques.
Gazeespèce d’étoffe légère, ajourée, et transparente, faite de fil de coton, lin, laine, soie, d’or, ou encore d’argent. Son nom provient de son lieu de fabrication : la ville de Gaza au Proche-Orient.
Gobelintissu fabriqué sur un métier Jacquard, qui tente d’imiter les tapisseries de la manufacture des Gobelins.
Gore-Textissu synthétique à haute capacité d’imperméabilité et anti-transpirante.
Grappeaccident survenu durant le tissage ou les opérations connexes (foulage, tondage…) dont le résultat est un défaut dans le tissu.
Gros-graintissu épais en soie côtelée utilisé pour les rubans de chapeau et les ceintures de jupe.

## I
Ikatprocédé de teinture des fils de manière non uniforme par des réserves, au rendu diffus, spécialement en Indonésie et en Malaisie.
Industrie textilemanufactures qui produisent et travaillent les fibres textiles.

## J
Joseph Marie Jacquardinventeur français du métier à tisser semi-automatique en 1801.
Jutefibre textile naturelle issue de la plante Corchorus capsularis.

## K
Kevlarfibre synthétique polymère extrêmement résistante.

## L
Lainageopération de finition appliquée au tissu pour faire ressortir les poils avec un outil similaire à une carde.
Lainefibre textile naturelle d’origine animale : mouton, chèvre, lapin, chameau, lama.
Lice ou lisse ou aiguillepartie d’un métier à tisser, les lices sont groupées dans des cadres qui servent à ouvrir le « pas ». Il en faut toujours au minimum deux.
Linfibre textile issue du lin cultivé, linum usitatissimum.
Lisagelecture de la mise en carte (reproduction du dessin sur un papier millimétré).
Lisièrebordure du tissu lors de son tissage en sortie du métier à tisser.
Lodenou lodo, manteau de couleur verte du Tyrol connu dès le XIVe siècle.
Lustragefort calandrage à chaud avec ajout de paraffine, cire ou autres composés chimiques pour obtenir un aspect très brillant.
Lyocellfibre synthétique produite par la cellulose concassée et dissoute dans NMMO-monohydraté.

## M
Maillepartie centrale d'une lice (ou lisse) où passe un fil de chaîne dans un métier à tisser ; désigne aussi le tricot.
Manufacture de Beauvaiscréée en 1664 par Jean-Baptiste Colbert pour concurrencer les manufactures de tapisseries des Flandres en réalisant des tapisseries de basse lisse sur des métiers à tisser horizontaux.
Métier à tissermachine utilisée pour la production de tissus, par le croisement de deux types de fils appelés fil de chaîne et fil de trame.
Métier à tisser horizontalmétier dont les chaînes sont placées horizontalement.
Métier à tisser verticalmétier dont les chaînes sont placées verticalement.
Métier Jacquardtype de métier à tisser pour la confection de tissus à dessins complexes.
Métier à tresses ou métier à lacets
Mise en cartetraduction sur carte du schéma des armures selon un dessin à carreaux blancs et noirs.
Modaldérivé « biologique » du Thermolactyl, fibre produite à partir de la pulpe du bois des arbres.
Mohairlaine fabriquée à partir de la toison de la chèvre angora d'Asie Mineure, caractéristique similaire à la soie.
Moleskinetoile de coton fin, recouverte d'un enduit flexible et d'un vernis souple imitant le grain du cuir.
Mousselineétoffe fine et transparente originaire de Mossoul en Irak.
Musa textilisdite àbaca ou abacà ou abakà, plante de la famille des Musaceae qui produit la fibre textile appelée chanvre de Manille.

## N
Nattéou panama (fibre tressée comme le chapeau de Panamá), dérivé de l'armure toile, obtenu par élargissement des fils de trame et de chaîne.
Navetteustensile qui contient le fil de trame et qui passe dans le « pas », entre les fils de chaîne.
Nid d’abeilletissu à trois dimensions, en surface un réticule en relief, en profondeur les niches des trous. Leur capacité à absorber l’eau les dédie aux linges pour essuyer.
Nylonmatière plastique de type polyamide, utilisée comme fibre textile.

## O
Ourdissagepréparation des fils de chaîne (sens longitudinal du tissu) pour être enroulés sur l’ensouple.
Ourdissoirappareil qui permet de préparer les fils de chaîne.
Organdimousseline de coton légère et apprêtée.
Oxfordtissu pour chemise caractérisé par une armure nattée avec fil de chaîne coloré et fil de trame blanc.

## P
Pasou la foule, espace qui s’ouvre entre les fils de chaîne pour faire passer le fil de trame, sur un métier à tisser.
Passe filpetit crochet métallique qui sert pour faire passer le fil dans les mailles des lices et dans les fentes du peigne.
Passementerieensemble des productions en fil de toute nature (végétal, animal, métallique, etc.) utilisées en décoration vestimentaire ou architecture intérieure. Elle désigne également le commerce de ces produits.
Pédalesou marches, sur un métier à tisser artisanal, permet de manœuvrer les lices (ou lisses).
Peignagephase de travail de finition pour dresser le poil dans la même direction.
Peignepartie du métier à tisser qui sert pour battre, approcher et compacter les fils de trame.
Pelotede forme ronde lorsque le fil est enroulé à la main ou de forme ovale lorsque le travail est fait sur machine.
Peluchetissu particulier de fibres naturelles ou synthétiques, caractérisé par des poils longs et soyeux.
Pied de coqmotif figuratif d'un textile tissé ou imprimé associé aux empreintes de pieds de coq ; tissu à armure factice combinant l'armure avec ourdissage et navettage appropriés.
Pied-de-pouletissu avec dessin à pied de poule similaire au pied de coq, serge où l’on monte 4 fils blancs et 4 fils noirs.
Pincepli cousu, par point, sur l’envers d’un vêtement pour l’ajuster au corps.
Piquétissu de coton avec motifs en relief et formant des figures géométriques.
Pliageinstallation des fils de chaîne sur l’ensouple.
Poismotif composé de gros points.
Polyamidepolymère contenant la fonction amide N-H-C=O, résultant de la réaction d'un acide et d'une amine.
Popelinetoile qui présente une côte fine et serrée, elle est absorbante, souple et légèrement soyeuse.

## Q
Quenouilleinstrument ancien utilisé pour le filage des matières textiles (lin, chanvre ou laine). C'est une tige de bois ou de métal, fixée ou non, sur laquelle est stockée la laine cardée pour la filer.

## R
RamieBoehmeria nivea, plante textile de la famille des orties utilisée pour la production artisanale. 6 000 ans d'utilisation en font l'une des plus anciennes plantes textiles utilisées.
rameMachine utilisée en apprêtage pour les traitements thermiques des tissus et tricots exigeant une tension transversale contrôlée.
Raphiafibre tenace et grossière, employée dans l’industrie des cordages, des liens et des tissus d’ameublement.
Rapportle rapport d'armure est le nombre minimum de fils de chaîne et de trame nécessaire pour représenter l'armure.
Rasagetraitement de finition qui égalise le poil après le lainage.
Ratinagefrisure que l’on fait subir à certaines étoffe au moment de la finition.
Rayonneou viscose, fibre artificielle transparente issue de la cellulose, absorbe l’eau.
Remettageinstallation des fils de chaîne entre les mailles des arcades (fils permettant de relier la mécanique à la chaîne).
Retors pour tramefil composé de un ou plusieurs brins et torsadé dans un seul sens (de 8 à 16 tours par centimètre).
Retors particulierfil torsadé dans un seul sens avec un nombre de torsions variable selon la qualité désirée du tissu.
Rochetou canette ou busette ou fusette, c’est un cône de carton ou de plastique fabriqué pour l’industrie textile et qui permet de réaliser des bobines de fils de 500 g à 2 kg.
Roquetinbobine pour le tissage du velours.
Rouet (outil)ustensile à deux emplois ; un sert à dévider les écheveaux, dit aussi aspe, le second sert à filer à l’aide d’une quenouoille.
Rubanbande longue et étroite, non taillée dans un morceau d’étoffe mais tissée à la largeur nécessaire dans les rubaneries.

## S
Sanforopération effectuée sur un tissu pour améliorer sa bonne tenue au lavage.
Satinle terme satin désigne l'ensemble des textiles élaborés par ce type de tissage, soit des étoffes fines et brillantes sur l'endroit et mat à l'envers.
Schappefil tiré des déchets de soie (bourre de soie).
Sergetissage qui se caractérise par la présence de côtes obliques sur l'endroit et est uni sur l'envers. Il peut être à effet chaîne ou trame.
Séricicultureélevage du ver à soie.
Shantungtissu de soie sauvage (tussah), de couleur unie, avec une surface rugueuse.
Sisalplante d’où on retire la fibre textile le sisal.
Soiefibre naturelle d’origine animale avec laquelle on confectionne des tissus très prisés.

## T
Taffetastissu de soie à armure toile, au toucher lustré et froufroutant.
Tailleurartisan qui confectionne, sur mesure, les vêtements pour homme.
Tapisgros tissu de diverses matières, utilisé pour recouvrir les sols, tables, etc.
Tapis de chiffonà l'aide d'un crochet, on fait passer des bandelettes de chiffon à travers les mailles d'un canevas à large trame, habituellement du jute.
Tapisserietextile destiné à recouvrir les murs, traditionnellement réalisé sur métier vertical, avec trame discontinue.
Tartanétoffe de laine à carreaux de couleurs, typique des peuples celtes.
Technofibrenom donné aux fibres textiles fabriquées par l’homme, synthétiques ou artificiels.
Teintureopération qui permet de changer la couleur d’un matériau par immersion dans un bain contenant un colorant.
Texunité de masse linéique pour les fibres textiles correspondant à 1 gramme par kilomètre.
Textileensemble des tissus obtenus par tissage.
Textile non-tisséterme générique pour indiquer un produit industriel similaire à un tissu mais obtenu par un procédé autre que le tissage comme le feutre par exemple.
Tiretaine(étoffe de Tyr), nom de plusieurs étoffes anciennes en laine pure ou mélangée.
Tissageart de construire un tissu.
Titrageopération qui détermine le titre d’un fil. C’est un rapport poids/longueur pour déterminer la finesse.
Toilemode le plus simple de croiser les fils de chaîne et de trame pour obtenir un tissu.
Toile Aïdatissu qui est le principal support pour la broderie car il offre la trame la plus régulière parmi les autres toiles.
Toile de Jouyou indienne, genre de chintz, tissu de coton imprimé.
Toile huiléeou toile cirée, imprégnée de cire d'abeille ou huile de lin pour l’imperméabiliser.
Tondagetraitement de finition pour égaliser la hauteur du poil.
Toucherterme qui désigne le fait de tâter et de sentir par le toucher la qualité d’un textile tissé ou non.
Trameensemble de fils qui avec ceux de chaîne forment le tissu.
Triacétate de cellulosematière à base de cellulose et d'acide acétique.
Tulletissu originaire de la ville de Tulle, en Corrèze. Il désigne un genre de dentelle.
Tussahtissu de soie tirée de chenilles vivant à l’état sauvage.
Tweedtissu de laine originaire de l’Écosse.

## V
Velcrométhode de fermeture, inventée par Georges de Mestral dans les années 1950, composée de deux bandes qui s’accrochent l’une à l’autre (aussi appelée scratch).
Velourstissu qui présente sur la face un poil fin ou une série de bouclettes.
Vergele métier à tisser classique comporte 2 verges, ou cannes d'enverjure, en bois dur permettant de conserver la croisure des fils de chaîne sur la longueur du métier. On parle d'« envergeage des fils de chaîne ».
Verqueluretissu, de production typique de l'ancien pays de Montbéliard,
Viscoseou rayonne, fibre artificielle transparente issue de la cellulose, absorbe l’eau.